# شیرین یزدان‌بخش
شیرین یزدان‌بخش (زادهٔ ۱۹ دی ۱۳۲۷) بازیگر اهل ایران است. وی بابت نخستین ایفای نقش خود در فیلم لطفاً مزاحم نشوید (۱۳۸۸) برندهٔ سیمرغ بلورین بهترین بازیگر نقش مکمل از بیست و هشتمین دوره جشنواره بین‌المللی فیلم فجر شد. او برای بازی در بوسیدن روی ماه (۱۳۹۰) و ابد و یک روز (۱۳۹۴) نیز نامزد دریافت سیمرغ بلورین شده‌است.

## زندگی‌نامه

### اوایل زندگی و حرفه
شیرین یزدان‌بخش زاده ۱۹ دی ۱۳۲۷ در اصفهان است. وی در چهار سالگی به دلیل شغل نظامی پدرش به بهبهان، خوزستان نقل مکان کردند. در حال حاضر وی در تهران سکونت دارد.
وی تماشاگر پیگیر و حرفه‌ای تئاتر و علاقه‌مند به موسیقی است، وی به‌طور اتفاقی و بنابر درخواست افشین هاشمی، با ایفای نقش در فیلم لطفاً مزاحم نشوید وارد عرصه بازیگری سینما شد. قبل از حرفه بازیگری وی به مدت ۳۲ سال کارمند دولت در اداره دخانیات بوده و بازنشست شده‌است.
وی بخاطر ایفای نقش در فیلم ابد و یک روز، نامزد دریافت جایزه سیمرغ بلورین بهترین بازیگر نقش دوم زن از سی و چهارمین دوره جشنواره فیلم فجر شده‌است. همچنین وی بخاطر ایفای نقش در فیلم لطفاً مزاحم نشوید برنده جایزه سیمرغ بلورین بهترین بازیگر نقش دوم زن از بیست و هشتمین دوره جشنواره فیلم فجر شده‌است.

### بیماری
یزدان‌بخش از ۱۰ فروردین‌ ۱۳۹۵ به دلیل مشکلات تیروئیدی و عفونت ریه در بیمارستان بستری شده بود با پشت سر گذاشتن مراحل درمان خود و با به دست آوردن بهبودی صبح روز ۲۱ فروردین‌ماه از بیمارستان مرخص شد. همچنین وی در ۳۰ فروردین ۱۴۰۲ به دلیل سکته مغزی در بخش مراقبت‌های ویژه در بیمارستان بستری و در ۶ اردیبهشت مرخص شد.

## فیلم‌شناسی

### سینما
| سال  | نام فیلم             | کارگردان           |
| ---- | -------------------- | ------------------ |
| ۱۳۹۹ | هفته‌ای یک‌بار آدم باش | شهرام شاه‌حسینی     |
| ۱۳۹۸ | عنکبوت               | ابراهیم ایرج زاد   |
| ۱۳۹۷ | آینده                | امیر پورکیان       |
| ۱۳۹۷ | غلامرضا تختی         | بهرام توکلی        |
| ۱۳۹۷ | هزارتو               | امیرحسین ترابی     |
| ۱۳۹۶ | به وقت خماری         | محمدحسین لطیفی     |
| ۱۳۹۶ | لس آنجلس تهران       | تینا پاکروان       |
| ۱۳۹۶ | جاده قدیم            | منیژه حکمت         |
| ۱۳۹۵ | سارا و آیدا          | مازیار میری        |
| ۱۳۹۵ | کارت پرواز           | مهدی رحمانی        |
| ۱۳۹۴ | یک روز بخصوص         | همایون اسعدیان     |
| ۱۳۹۴ | ابد و یک روز         | سعید روستایی       |
| ۱۳۹۴ | وارونگی              | بهنام بهزادی       |
| ۱۳۹۴ | آبجی                 | مرجان اشرفی زاده   |
| ۱۳۹۴ | آااادت نمی‌کنیم       | ابراهیم ابراهیمیان |
| ۱۳۹۳ | نزدیکتر              | مصطفی احمدی        |
| ۱۳۹۳ | تجریش ناتمام         | پوریا آذربایجانی   |
| ۱۳۹۳ | بهمن                 | مرتضی فرشباف       |
| ۱۳۹۲ | ملبورن               | نیما جاویدی        |
| ۱۳۹۱ | برف                  | مهدی رحمانی        |
| ۱۳۹۱ | آشغال‌های دوست داشتنی | محسن امیریوسفی     |
| ۱۳۹۰ | ابرهای ارغوانی       | سیامک شایقی        |
| ۱۳۹۰ | استرداد              | علی غفاری          |
| ۱۳۹۰ | خراش                 | محمد حمزه‌ای        |
| ۱۳۹۰ | بوسیدن روی ماه       | همایون اسعدیان     |
| ۱۳۸۹ | برف روی کاج‌ها        | پیمان معادی        |
| ۱۳۸۹ | جدایی نادر از سیمین  | اصغر فرهادی        |
| ۱۳۸۸ | لطفاً مزاحم نشوید     | محسن عبدالوهاب     |

## جوایز و افتخارات
| سال  | فیلم                | جایزه                               | بخش                                | نتیجه        | منبع         |
| ---- | ------------------- | ----------------------------------- | ---------------------------------- | ------------ | ------------ |
| ۱۳۹۸ | آشغال‌های دوست‌داشتنی | بیست و یکمین جشن سینمای ایران       | بهترین بازیگر نقش اول زن           | نامزدشده     | [ ۱۰ ]       |
| ۱۳۹۴ | ابد و یک روز        | سی و چهارمین دوره جشنواره فیلم فجر  | بهترین بازیگر نقش دوم زن           | نامزدشده     | [ ۴ ] [ ۵ ]  |
| ۱۳۹۰ | بوسیدن روی ماه      | سی‌امین دوره جشنواره فیلم فجر        | بهترین بازیگر نقش اول زن           | نامزدشده     | [ ۱۱ ]       |
| ۱۳۹۰ | بوسیدن روی ماه      | جوایز بخش جلوه‌گاه شرق - سینما آسیا  | دیپلم افتخار بهترین بازیگر نقش اول | دیپلم افتخار | [ ۱۲ ]       |
| ۱۳۸۸ | لطفاً مزاحم نشوید    | بیست و هشتمین دوره جشنواره فیلم فجر | بهترین بازیگر نقش دوم زن           | برنده        | [ ۶ ] [ ۱۳ ] |

## برای مطالعهٔ بیشتر
- عباسيان، الناز (۲۷ بهمن ۱۳۹۸). «شیرین یزدان‌بخش؛ مادری که فرزند ندارد!». همشهری – به واسطهٔ آخرین خبر.